# Augmented reality
Augmented reality (også set kaldet suppleret virkelighed, udvidet virkelighed, forstærket virkelighed, AR forkortet fra engelsk: augmented reality) er en teknologi, som kombinerer data fra den fysiske verden med virtuelle data, for eksempel ved brug af grafik og lyd. Man får et ekstra lag af information. Den ekstra information vil typisk ikke erstatte virkeligheden, men udvide den på en eller flere måder.
Eksempler på anvendelse af augmented realities: Google Briller, head-up display, head mounted display og Microsoft HoloLens.

## Definition
Der er to generelt accepterede definitioner af augmented reality. Begrebsapparatet og distinktioner er blevet noget diffust med indføring af flere anvendelser som ligger i grænselandet og som er overgangsformer.
En definition blev givet af Ronald Azuma i 1997. Azumas definition siger at udvidet virkelighed kombinerer det virkelige og det virtuelle,  at det er interaktivt i sand tid og at det opfattes i 3D.
I 1994 definerede Paul Milgram og Fumio Kishino Milgrams Reality-Virtuality kontinuum. 
De beskriver et kontinuum som strækker sig fra virkeligheden og til et rent virtuelt miljø. På denne aksen har de udvidet virkelighed (tæt på virkeligheden) og udvidet virtualitet (tæt på det rent virtuelle).
Dette kontinuum er siden blevet udvidet til et todimensionelt plan med akserne virtualitet (eng. virtuality) og medialitet (eng. mediality).
Origo i diagrammet er en uændret virkelighed. Langs den horisontale akse V findes virkeligheden udvidet med for eksempel grafik, men også grafik udvidet med virkelighed. Graden af virtualitet øger mod højre i grafen. Langs den vertikale akse IM går graden af ændring i virkeligheden eller virtualiteten eller en kombination af disse. Graden af ændring øger opover aksen. Oppe til højre i figuren findes de virtuelle verdener, som er kraftig ændrede versioner af virkeligheden.
Ved at introducere begrebet medialitet så kan blandet virkelighed (eng. «mixed reality») håndteres som et særtilfælde af et mere sammensat kontinuum. I tillæg kan også additive effekter introduceres og der kan introduceres multiplikative effekter (modulering) af en forsvindende virkelighed, gerne ved at man får en gradvis blanding af virkelighed og virtualitet. En lignende to-dimensionel kontinuum-model åbner for gradvise overgange og ændringer af dette i sand tid.